# Lope García de Castro

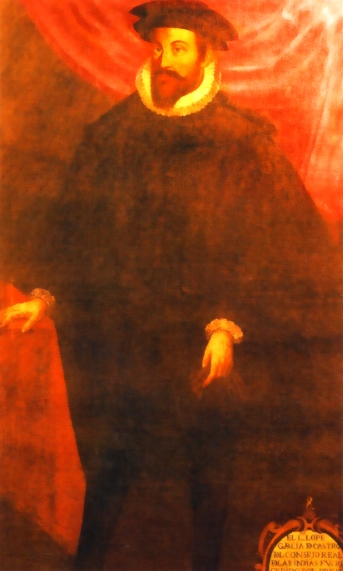
Lope Garcia de Castro

Lope García de Castro (falecido em 1576, em Madri) foi um administrador de colônias espanhol, membro do Conselho das Índias e das Audiências do Panamá e de Lima. De 2 de setembro de 1564 a 26 de novembro de 1569, foi vice-rei interino do Peru.

## História
Em 1563, foi enviado ao Panamá pelo Conselho das Índias para aplicar a decisão de pôr um fim à Audiência da Guatemala e anexar seu território à Audiência do Panamá. Partiu da Espanha no dia 8 de outubro de 1563, chegando ao Panamá em 1564. Governou o país até partir rumo a Lima.
Em fevereiro de 1564, o vice-rei do Peru Diego López de Zúñiga e Velasco morreu repentinamente ou foi morto. O presidente da Audiencia de Lima, Juan de Saavedra, serviu brevemente como vice-rei interino. García de Castro foi enviado a partir do Panamá para assumir os cargos de governador, capitão-general e presidente da Audiencia. Ele estava como vice-rei interino. Cheguou em Lima no dia 22 de setembro de 1564 e serviu até 1569.
Indígenas do Peru tinham uma tradição oral referindo-se a ilhas do Pacífico conhecidas como Hahuachimbi e Ninachumbi. Estas ilhas míticas chamou a atenção dos espanhóis no Peru e mesmo antes de sua descoberta eram conhecidos como as Ilhas Salomão (nomeado em homenagem ao rei bíblico) ou as Ilhas de Ouro. Viceroy García de Castro decidiu enviar uma expedição naval para o oeste e apurar se estas ilhas eram reais. Ele escreveu ao rei Filipe II de Espanha que estava enviando seu sobrinho, Alvaro de Mendaña de Neira com 100 homens. A expedição consistiu de dois navios e foram descobertas a Ilha Wake e as Ilhas Salomão.
Ele suspeitava de uma rebelião Inca no Chile e na Argentina. Depois de descobrir alguma evidência para apoiar esta, ordenou que todos os cavalos e armas dos índios fossem apreendidas.
Em 1567 uma expedição com o capitão Martin Ruiz de Gamboa foi enviada para subjugar a ilha de Chiloé (Chile). Ruiz encontrou pouca resistência e fundou a cidade de Castro lá, nomeada em homenagem ao vice-rei García de Castro.
Em 21 de agosto de 1565, o Rei Filipe criou uma casa da moeda em Lima, a pedido do vice-rei.